# وولز

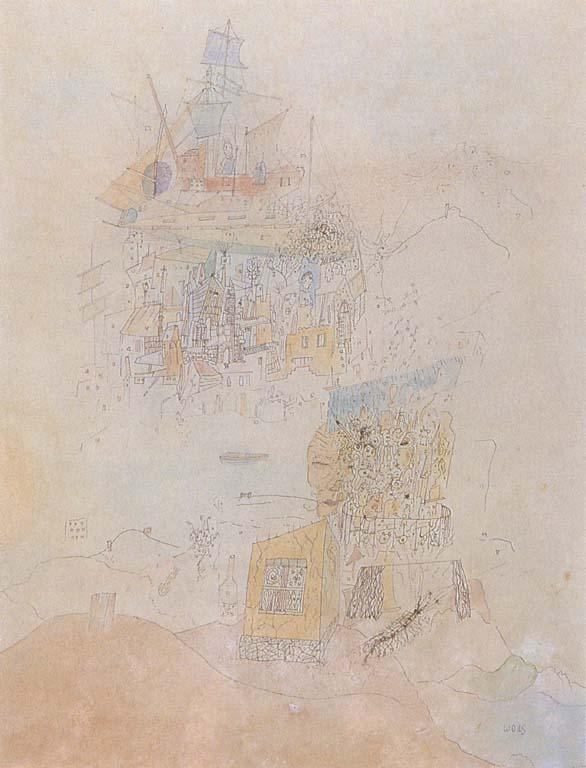
اثر وولز

وولز (Wols) با نام اصلی آلفرد اتو ولفگانگ شولتز (Alfred Otto Wolfgang Schulze)، متولد ۲۷ مه ۱۹۱۳، هنرمند نقاش (یا با نام مناسبتر تجسمی کار) آلمانی بود.
او هنرمندی چندوجهی بود که بویژه در نقاشی و عکاسی از منظره پرتره فعالیت داشت. به‌طور کلیوولز، عکاس، حکاک، نقاش و گرافیست بود که نزدیک به شیوه سوررئالیسم کار می‌کرد وی از پیشگامان انتزاع غنایی اروپا و نماینده تاشیسم و هنر آنفرمال (غیررسمی) نیز می‌باشد.

## پیشینه
آثار هنرمندانی چون پل کلی، اتو دیکس و جورج گروس الهام بخش وی بود تا به دنیای هنر وارت شود و موهولی ناگی به او توصیه کرد که تلاش‌های هنری خود را در پاریس دنبال کند.
وی بعنوان هنرمند فعالیتهای مختلفی دارد اما در سال ۱۹۴۵، در پاریس، آبرنگ‌های وولز برای اولین بار - و برخلاف میل او - در گالری رنه دروئن به نمایش گذاشته شد. و این شروع فعالیت وی بعنوان یک نقاش حرفه ای بود. در همان ایام او با ژان پل سارتر دوست شد سارتر بعداً از این هنرمند در بسیاری از مشکلات حمایت کرد. به گفته سارتر، وولز در هر ژستی زندگی خود را به خطر انداخت. حضور دائمی مرگ که سارتر چه از منظر زیبایی‌شناختی و چه از منظر بیوگرافی در آثار این هنرمند بیان می‌کند، بیننده را را تشویق می‌کند تا کنجکاوانه تر به آثار وی نگاه کند. وولز در آگوست 1951، به بیمارستان منتقل شد و  درگذشت.